# 1. deild Wysp Owczych (2006)
W roku 2006 odbyła się 63. edycja 1. deild Wysp Owczych – drugiej ligi piłki nożnej Wysp Owczych. W rozgrywkach brało udział 10 klubów z całego archipelagu. Kluby z pierwszego i drugiego miejsca awansowały do Formuladeildin, a w tym sezonie były to B71 Sandoy oraz AB Argir. Drużyny z dwóch ostatnich miejsc (VB/Sumba II oraz Royn Hvalba) automatycznie spadały do ligi trzeciej. Był to pierwszy sezon 1. deild po zlikwidowaniu meczów barażowych.

## Uczestnicy
| Uczestnicy 1. deild Wysp Owczych 2005                                                                         | Uczestnicy 1. deild Wysp Owczych 2005 | Uczestnicy 1. deild Wysp Owczych 2005 | Uczestnicy 1. deild Wysp Owczych 2005 |
| --- | ------------------------------------- | ------------------------------------- | ------------------------------------- |
| B71 | B71 Sandoy                            | 2                                     |                                       |
| FSV | FS Vágar 2004                         | 3                                     |                                       |
| AB | AB Argir                              | 4                                     |                                       |
| HBII | HB II Tórshavn                        | 5                                     |                                       |
| LÍF | LÍF Leirvík                           | 6                                     |                                       |
| Royn | Royn Hvalba                           | 7                                     |                                       |
| VBSII | VB/Sumba II                           | 8                                     |                                       |
| Spadek z Formuladeildin 2005                                                                                  |                                       |                                       |                                       |
| TB | TB Tvøroyri                           | 10                                    |                                       |
| Awans z 2. deild Wysp Owczych 2005                                                                            |                                       |                                       |                                       |
| SÍ | SÍ Sørvágur                           | 1                                     |                                       |
| KÍII | KÍ II Klaksvík                        | 2                                     |                                       |
| Oznaczenia: - kolumna pierwsza – skróty nazw drużyn, - kolumna trzecia – miejsce zajęte w poprzednim sezonie. |                                       |                                       |                                       |

## Tabela ligowa
| Lp. | Drużyna            | M  | Z  | R | P  | Bramki | Bramki | Różn. | Pkt | Uwagi                   |
| --- | ------------------ | -- | -- | - | -- | ------ | ------ | ----- | --- | ----------------------- |
| 1   | B71 Sandoy (M) (A) | 21 | 15 | 4 | 2  | 72     | 26     | +46   | 49  | Awans do Formuladeildin |
| 2   | AB Argir (A)       | 21 | 15 | 2 | 4  | 54     | 27     | +27   | 47  | Awans do Formuladeildin |
| 3   | LÍF Leirvík        | 21 | 10 | 4 | 7  | 36     | 28     | +8    | 34  |                         |
| 4   | TB Tvøroyri        | 21 | 9  | 3 | 9  | 33     | 32     | +1    | 30  |                         |
| 5   | HB II Tórshavn     | 21 | 7  | 3 | 11 | 42     | 49     | −7    | 24  |                         |
| 6   | KÍ II Klaksvík     | 21 | 7  | 3 | 11 | 39     | 67     | −28   | 24  |                         |
| 7   | FS Vágar 2004      | 21 | 7  | 1 | 13 | 28     | 37     | −9    | 22  |                         |
| 8   | SÍ Sørvágur        | 21 | 3  | 2 | 16 | 36     | 74     | −38   | 11  |                         |
| 9   | Royn Hvalba (S)    | 0  | 0  | 0 | 0  | 0      | 0      | 0     | 0   | Drużyna rozwiązana      |
| 9   | VB/Sumba II (S)    | 0  | 0  | 0 | 0  | 0      | 0      | 0     | 0   | Drużyna rozwiązana      |